# Gizella Farkas
Pour les articles homonymes, voir Farkas.
Gizella Farkas (Gizella Lantos-Gervai-Farkas, née le 18 novembre 1925 à Miskolc, morte le 17 juin 1996 à Vienne), était une pongiste hongroise.

## Biographie

### Carrière
Elle a été championne du monde à 3 reprises en 1947, 1948 et 1949.
Elle a également été finaliste à 4 reprises entre 1950 et 1953, a remporté le titre en doubles dames en 1947 (associée à Gertrude Pritzi) et a remporté de nombreuses médailles en double dames, double mixte et par équipe.